# Langørjan
Langørjan är en tätort i Trondheims kommun i Trøndelag fylke i Norge. Orten ligger på Byneset i den västra delen av kommunen.